# Галерия „Умберто I“
Галерия „Умберто I“ (на италиански: Galleria Umberto I) е търговски пасаж в Неапол, Италия. Построена е между 1887 и 1890 г. и е посветена на италианския крал Умберто I като почит към него и в памет на щедрите му грижи по време на епидемията от холера в Неапол през 1884 г., която налага необходимостта от „рехабилитация“ на града.

## История

### XVI – XIX век
Районът, в който е построена галерията, е интензивно урбанизиран още през XVI век по времето на испанското господство. В онези години квартал „Санта Бриджита“, носещ името на едноименна църква в района, граничи с Испанския квартал, населен с испански войници и пристанището на Неапол. Прорязан от тесни улички, свързващи мръсни жилищни сгради и таверни, той векове наред се счита за опасен квартал, изпълнен с престъпници и проститутки. Славата, придобита от района през вековете, известна още на Джамбатиста Базиле, който увековечава местните жени с лоша репутация в произведението си „Неаполитанските музи“, се запазва почти през целия XIX век.
През 80-те години на XIX век упадъкът на квартала достига своя връх и не е чудно, че между 1835 и 1884 г. в този район избухват девет епидемии от холера. Под натиска на общественото мнение след епидемията от 1884 г. правителството започва да обмисля радикална намеса и промени в района.
През 1885 г. е одобрен Законът за преустройството на град Неапол, благодарение на който районът „Санта Бриджида“ попада в новия проект за териториална реорганизация Представени са различни проекти, сред които печелившият е този на инж. Емануеле Роко, след това поет от Антонио Кури и впоследствие разширен от Ернесто ди Мауро. Този проект включва пасаж с четири коридора, които се пресичат в осмоъгълен кръст, покрит с купол. Разрушаването на съществуващите сгради (с изключение на Палацо Капоне), започва на 1 май 1887 г. и на 5 ноември същата година е положен първият камък на сградата. В рамките на три години е построен и на 19 ноември 1890 г. пасажът е открит.

### XXI век
Проектиран и с намерението сам по себе си да бъде монументална творба, подобно на другите наоколо (Маскио Анджоино, Кралският театър „Сан Карло“, Кралският дворец, базиликата „Свети Франциск от Паола“) пасажът „Умберто I“ след построяването си веднага става основен търговски център на град Неапол, благодарение и на местоположението си – той е заобиколен от популярните улици „Толедо“, „Санта Бриджида“ и недалечната „Медина“. Освен това поради близостта си до важни културни и политически места скоро става и социален център на града – през 1896 г. дори е мястото на първото кино в града, както и на едно от първите в Италия. В киното, пожелано от падуанеца Марио Реканати, са прожектирани първите филми на братя Люмиер.
Повече от 50 години е бил домакин на shouscià – ваксаджиите на града. Ваксането на обувките в пасажа е бил обичай, разрешен на шикозните мъже от града. Днес този „ритуал“ е изчезнал, а последният ваксаджия Антонио Веспа, известен като Дзи Тонино, умира през 2018 г.
Вътре в пасажа има входове към четири сгради, структурирани на пет етажа, от които първите две се използват почти изключително за търговските дейности, присъстващи в пасажа (предимно магазини за мода и дрехи, ресторанти и кафенета и заведения за бързо хранене), докато горните три етажа са предназначени за офиси, частни домове и хотели. Интериорът на сградите наскоро е претърпял реставрация, която връща оригиналния вид на множеството декоративни скулптури, внушителните бюстове и характерните декорации в стил Ар нуво.
На втория етаж на главната фасада се намира Музеят на коралите, който заема по-голямата част от нея; от балконите на музея гипсовите релефи на фасадата на Театър „Сан Карло“ са почти „достъпни“, както и известните мраморни скулптури на Карло Николи, които строго поддържат големите прозорци на главните зали.
Следобеда на 5 юли 2014 част от корниза на розетката на галерията се срутва близо до входа на улица „Толедо“ – 13-годишният Салваторе Джордано е сериозно ранен от срутването и умира в болница след 4 дена.
- Пасажът, видян от пл. „Плебишито“
- Галерията от чертога „Сан Мартино“

## Описание

### Екстериор
Главният вход, който се отваря към театъра „Сан Карло“, се състои от фасада, обособена в екседра, която в долната част представя портик, поддържан от травертинови колони в тоскански стил и две арки, едната от които води към галерията, а другата към портика. Следва ред от венециански прозорци, разделени от двойки пиластри с композитен капител, и втори етаж с подобни прозорци и пиластри. Таванското помещение има двойки квадратни прозорци и пиластри с тоскански капител.
От двете страни на арката вдясно върху колони са поставени статуи, изобразяващи (отляво надясно) Зимата, Пролетта, Лятото и Есента – традиционни теми, които представляват разгръщането на времето, с което са свързани човешките дейности, Работата и Геният на науката. На фронтона са двете статуи на Търговията и Индустрията, полулегнали отстрани на Богатството - митове за буржоазното общество.
Лявата арка показва поставени върху колони статуи на четирите континента Европа, Азия, Африка и Америка. В нишите са разположени статуи, изобразяващи вляво Физиката, а вдясно Химията. На фронтона са полегналите фигури на Телеграфа отдясно и Парахода отляво с фигурата на Изобилието. Следователно е представен положителен образ на науката и прогреса, способни да обединят различните части на света. В тавана на портика са изобразени серия кръгли изображения с класически божества, като Диана, Кронос, Венера, Юпитер, Меркурий и Юнона.
Малките фасади имат подобна структура, но имат само декорации с щукатура. Фасадата на улица „Толедо“ включва отстрани на входа два чифта пути с щитове, в които са представени емблемите на двете седалища на Неапол: конят с юзди за Капуана отдясно и врата за Портанова отляво. Фасадата на улица „Санта Бриджида“ представя в щитовете, държани от херувими, емблемите на седалищата на Порто, с моряк отляво, и на Монтаня с планините отдясно. Отстрани на арката има два панела, намекващи за войната и мира. Фасадата на улица „Верди“ има в щитовете емблемите на седалището на Нидо, с необуздан кон отляво, и на Народа, с P вдясно. Отстрани на арката има два панела, намекващи за изобилие и богатство, характеризиращи се с обработването на земята и с практиката на навигация.

### Интериор
Интериорът на галерията се състои от две ортогонално пресичащи се пътеки, покрити с желязна и стъклена конструкция. Те са ограничени от няколко сгради, четири от които имат достъп от централния осмоъгълник. Техните фасади са напълно еднакви: долният ред е разделен от големи гладки пиластри, боядисани с фалшив мрамор, които рамкират входовете на магазините и мецанините отгоре. Следват венециански прозорци на първия етаж, прозорци с двойна дъга на втория и квадратни прозорци на тавана.
Стъкленият и железен свод, проектиран от Паоло Бубе, успява да се хармонизира перфектно със зиданата конструкция, за което допринася тясната връзка между зидарията и железните носещи конструкции. 
В осемте пандатива на купола осем медни женски фигури поддържат същия брой полилеи. Големите ветрила, поставени в краищата на ръцете, са със сложни сцени от щукатури, всичките свързани с музиката. Върху подкуполния тамбур, украсен с полукръгли прозорци, се вижда Давидовата звезда, възпроизведена и в четирите прозореца. Причината за нейното присъствие се дължи на факта, че пасажът е историческият щаб на неаполитанското масонство, по-специално на масонската ложа Grande Oriente d'Italia. Давидовата звезда в този случай, освен сама по себе си, представя символа на масонството, тъй като е съставена от два обърнати триъгълника.
На пода под купола има мозайки с ветровете и 12-те знаци на зодиака, подписани от венецианската компания „Падоан“, която ги създава през 1952 г., за да замени оригиналите, повредени от стъпкване и от бомби през Втората световна война. Бомбардировките водят до унищожаване на всички стъклени покрития. На входовете бюстове и плочи напомнят за изчезнали места и тези, които са участвали в създаването на творбата.

В крилото към улица „Верди“ има надпис, който напомня за странноприемницата „Морикони“, в която е отседнал Гьоте през 1787 г. Влизайки обаче от страната на театър „Сан Карло“, човек попада на плочата, посветена на Паоло Бубе. В частта под галерията има друг кръстат, по-малък по размер, с театъра на Бел епок в центъра – салон „Маргарта“, който повече от двадесет години е бил основното място за нощни забавления на неаполитанците, посрещайки няколко важни национални личности и в който се развива действието на романа „Пасажът“ (The Gallery) (1947).
- Паметник на арх. Емануеле Роко
- Главният вход
- Детайл от тавана на главния вход
- Изглед към театър „Сан Карло“
- Куполът, погледнат отвътре
- Гледка към интериора
- Гледка към интериора
- Гледка към интериора
- Колони